# (5915) Yoshihiro
(5915) Yoshihiro (1991 EU) – planetoida z grupy pasa głównego asteroid okrążająca Słońce w ciągu 3 lat i 140 dni w średniej odległości 2,25 j.a. Została odkryta 9 marca 1991 roku w Geisei przez Tsutomu Seki. Nazwa planetoidy została pochodzi od Yoshihiro Yamady, japońskiego nauczyciela astronomii.